# Brettgeld (Wirtschaft)
Unter  Brettgeld verstand man das Kostgeld für städtische Angestellte aus dem Mittelalter.
Das Brettgeld war eine frühere Zwangsabgabe bzw. Erstattung in Bargeld für die Beköstigung des Stadtwächters bzw. des Burgvogts. Der Esstisch wurde damals als „Brett“ bezeichnet, wodurch der Ausdruck „Brettgeld“ etabliert wurde.